# Bara vi och månen
Bara vi och månen är ett studioalbum från 1997 av det svenska dansbandet Grönwalls, utgivet på Frituna. Det placerade sig som högst på 24:e plats på den svenska albumlistan.
Titelspåret "Bara vi och månen" låg på Svensktoppen i sex veckor med en åttondeplats som bäst. Monia Sjöström deltog i den svenska Melodifestivalen 1997 med "Nu i dag". På Svensktoppen låg "Nu idag" i två veckor. "Regn i mitt hjärta" låg 12 veckor på Svensktoppen med en andraplats som bästa placering.

## Låtlista
1. Nu i dag
2. Det är okej
3. På någon sekund
4. Du får mig att tro
5. Räck mig din hand
6. Tro, hopp och kärlek
7. Regn i mitt hjärta
8. Du You Wanna Make Something of it
9. Här vill jag bo
10. San Diego
11. Burnin' for You
12. Ingenting
13. Bara vi och månen
14. Två ögon blå
15. Kärlek på lasarett

## Listplaceringar
| Lista (1997) | Topplacering |
| ------------ | ------------ |
| Sverige      | 24           |